# Liste der Monuments historiques in Bassoncourt
Die Liste der Monuments historiques in Bassoncourt führt die Monuments historiques in der französischen Gemeinde Bassoncourt auf.

## Liste der Immobilien
| Bezeichnung          | Beschreibung            | Standort           | Kennzeichnung | Schutzstatus | Datum | Bild |
| -------------------- | ----------------------- | ------------------ | ------------- | ------------ | ----- | ---- |
| Kirche St-Barthélémy | aus dem 16. Jahrhundert | Rue de Juin (Lage) | PA00078947    | Inscrit      | 1925  |      |

## Liste der Objekte
| Bezeichnung                           | Beschreibung                                                                   | Standort                           | Kennzeichnung | Schutzstatus | Datum | Bild |
| ------------------------------------- | ------------------------------------------------------------------------------ | ---------------------------------- | ------------- | ------------ | ----- | ---- |
| Skulpturengruppe Unterweisung Mariens | Stein, farbig gefasst, 16. Jahrhundert                                         | in der Kirche St-Barthélémy (Lage) | PM52000061    | Classé       | 1963  |      |
| Skulptur Heiliger Bartholomäus        | Stein, farbig gefasst, zweite Hälfte des 15. Jahrhunderts                      | in der Kirche St-Barthélémy (Lage) | PM52000066    | Classé       | 1976  |      |
| Skulptur Christus in der Rast         | Stein, farbig gefasst, 16. Jahrhundert                                         | in der Kirche St-Barthélémy (Lage) | PM52000066    | Classé       | 1963  |      |
| Nikolausaltar                         | Retabel und Skulptur; Holz, farbig gefasst und vergoldet, 18. Jahrhundert      | in der Kirche St-Barthélémy (Lage) | PM52000063    | Classé       | 1963  |      |
| Kanzel                                | Holz, 18. Jahrhundert                                                          | in der Kirche St-Barthélémy (Lage) | PM52000064    | Classé       | 1963  |      |
| Kelch und Patene                      | Silber, zwischen 1798 und 1809                                                 | in der Kirche St-Barthélémy (Lage) | PM52000065    | Classé       | 1976  |      |
| Hauptaltar                            | Altartisch und Tabernakel; Holz, farbig gefasst und vergoldet, 18. Jahrhundert | in der Kirche St-Barthélémy (Lage) | PM52000059    | Classé       | 1963  |      |
| Skulptur Madonna mit Kind             | Stein, farbig gefasst, 17. Jahrhundert                                         | in der Kirche St-Barthélémy (Lage) | PM52000062    | Classé       | 1963  |      |